# Terminal João Dias
La Terminal João Dias es una terminal de ómnibus de la ciudad de São Paulo. Ubicada en la región sudoeste de la ciudad, en la Avenida João Dias Nº3589, Jardim Monte Azul. Es atendida por 14 líneas y 13 más de pasaje. Fue inaugurada por el entonces prefecto Paulo Maluf el día 23 de septiembre de 1996.

## En operación
| Línea | Prefijo | Destino                                                      |
| ----- | ------- | ------------------------------------------------------------ |
| 647C  | 10      | Hospital das Clínicas vía Avenida Ibirapuera                 |
| 675I  | 10      | Metro São Judas                                              |
| 5118  | 10      | Largo São Francisco vía Estádio do Morumbi                   |
| 6041  | 21      | Jardim Monte Azul (Circular)                                 |
| 6400  | 10      | Terminal Bandeira vía Avenida Santo Amaro                    |
| 6403  | 10      | Terminal Parque Dom Pedro II vía Marginal                    |
| 6801  | 10      | Jardim Ibirapuera                                            |
| 6801  | 51      | Jardim Ibirapuera hasta Ambulátorio de Especialidades        |
| 6803  | 10      | Jardim Capelinha                                             |
| 6804  | 10      | Jardim Ingá                                                  |
| 6805  | 10      | Terminal Capelinha (Centro Empresarial/Cemitério São Luis)   |
| 6805  | 31      | Terminal Capelinha (Fundação Julita/Rua Nova do Tuparoquera) |
| 6806  | 10      | Jardim Novo Oriente                                          |
| 6836  | 10      | Capão Redondo vía Jardim Vaz de Lima/Jardim Maracá           |

## Líneas de pasaje
| Línea | Prefixo | Terminal Primaria    | Terminal Secundária                                        |
| ----- | ------- | -------------------- | ---------------------------------------------------------- |
| 647A  | 10      | Valo Velho           | Pinheiros vía Avenida Cidade Jardim                        |
| 647P  | 10      | Cohab Adventista     | Pinheiros vía Avenida Cidade Jardim                        |
| 648P  | 10      | Terminal Capelinha   | Pinheiros vía Marginal                                     |
| 695T  | 10      | Terminal Capelinha   | Metro Vila Mariana vía Avenida Vereador José Diniz         |
| 695V  | 10      | Terminal Capelinha   | Metro Ana Rosa vía Avenida Vereador José Diniz             |
| 807A  | 10      | Terminal Campo Limpo | Terminal Santo Amaro vía Avenida João Dias                 |
| 5119  | 10      | Terminal Capelinha   | Largo São Francisco(En este sentido, solo fines de semana) |
| 6001  | 10      | Terminal Capelinha   | Terminal Santo Amaro                                       |
| 6040  | 10      | Terminal Capelinha   | Itaim Bibi                                                 |
| 6048  | 10      | Capão Redondo        | Metro Santo Amaro                                          |
| 6450  | 10      | Terminal Capelinha   | Terminal Bandeira vía Avenida Santo Amaro                  |
| 6455  | 10      | Terminal Capelinha   | Largo São Francisco vía 23 de Maio                         |
| 6829  | 10      | Terminal Capelinha   | Jardim Vaz de Lima (Circular nocturno)                     |